# Olympische Sommerspiele 1996/Teilnehmer (Costa Rica)
| Gelbes Symbol für Goldmedaillen mit stilisierten Olympischen Ringen | Graues Symbol für Silbermedaillen mit stilisierten Olympischen Ringen | Braundes Symbol für Bronzemedaillen mit stilisierten Olympischen Ringen |
| ------------------------------------------------------------------- | --------------------------------------------------------------------- | ----------------------------------------------------------------------- |
| 1                                                                   | —                                                                     | —                                                                       |

Costa Rica nahm bei den Olympischen Sommerspielen 1996 zum zehnten Mal an Olympischen Sommerspielen teil. Die Mannschaft bestand aus elf Sportlern, von denen sechs Männer und fünf Frauen waren. Sie starteten in 13 Wettbewerben in sechs Sportarten.

## Flaggenträger
Der Judoka Henry Núñez trug die Flagge Costa Ricas während der Eröffnungsfeier am 19. Juli 1996 im Centennial Olympic Stadium.

## Medaillengewinner
Mit einer gewonnenen Goldmedaille belegte das Team Costa Ricas Platz 49 im Medaillenspiegel.

### Gold
- Claudia Poll: Schwimmen, 200 Meter Freistil

## Teilnehmer
Jüngste Teilnehmerin war die Schwimmerin Melissa Mata mit 16 Jahren und 124 Tagen, der älteste war der Radfahrer José Andrés Brenes mit 31 Jahren und 225 Tagen.
| Name               | Alter | Geschlecht | Sportart       | Resultat(e)                                                   |
| ------------------ | ----- | ---------- | -------------- | ------------------------------------------------------------- |
| José Andrés Brenes | 31    | männlich   | Radsport       | Platz 6 mit dem Mountainbike                                  |
| Ronny Gómez        | 30    | männlich   | Judo           | Platz 31 im Halb-Schwergewicht                                |
| Daphne Hernández   | 20    | weiblich   | Wasserspringen | Platz 30 vom Brett; Platz 26 vom Turm                         |
| Juan José Madrigal | 22    | männlich   | Schwimmen      | Platz 34 über 100 Meter Brust                                 |
| Roger Madrigal     | 24    | männlich   | Kanuslalom     | Platz 39 im Einzel                                            |
| Melissa Mata       | 16    | weiblich   | Schwimmen      | Platz 33 über 200 Meter Schmetterling                         |
| José Luis Molina   | 31    | männlich   | Leichtathletik | Platz 24 im Marathon                                          |
| Gilda Montenegro   | 29    | weiblich   | Kanuslalom     | Platz 28 im Einzel                                            |
| Henry Núñez        | 27    | männlich   | Judo           | Platz 21 im Leichtgewicht                                     |
| Claudia Poll       | 23    | weiblich   | Schwimmen      | Gold über 200 Meter Freistil; Platz 5 über 400 Meter Freistil |
| Zoila Stewart      | 27    | weiblich   | Leichtathletik | Platz 5 im siebten Vorlauf über 400 Meter                     |